# Rothmannia engleriana
Rothmannia engleriana ist eine Pflanzenart in der Familie der Rötegewächse (Rubiaceae) aus dem zentralen Zentral- bis ins mittlere Ostafrika.

## Beschreibung
Rothmannia engleriana wächst als kleiner, immergrüner Baum bis zu 9 Meter hoch. Die gräuliche Borke ist im Alter schuppig.
Die einfachen, kurz gestielten Laubblätter sind gegenständig. Der kurze Blattstiel ist bis 1,5 Zentimeter lang. Die ledrigen, ganzrandigen, eiförmigen bis verkehrt-eiförmigen, stumpfen bis spitzen Blätter sind fast kahl und bis 30 Zentimeter lang. Es sind kleine, zugespitzte, interpetiolare und abfallende Nebenblätter vorhanden.
Die meist hängenden Blüten erscheinen in endständigen und wenig bis mehrblütigen, zymösen Blütenständen an Kurztrieben. Die großen, weißen, duftenden, fünfzähligen und zwittrigen Blüten (Rachenblüten) mit doppelter Blütenhülle sind kurz gestielt bis sitzend. Der gelblich behaarte Kelch ist röhrig verwachsen mit langen, schmal-eilanzettlichen Zipfeln. Die mehr oder weniger feinhaarige, bis 7 Zentimeter lange Krone, mit vielen purpurnen, fleckigen Saftmalen im breiten Schlund, ist im unteren Teil schmal röhrig und oberseits länger, breiter becherförmig und rippig verwachsen mit etwas kürzeren, ausladenden, bis 3,5 Zentimeter langen Zipfeln. Die 5 Staubblätter mit langen, länglichen Antheren oben in der Kronröhre sind eingeschlossen. Der zweikammerige Fruchtknoten mit schlankem, eingeschlossenem Griffel mit keulenförmiger (Pollenpresenter, „sekundäre Pollenpräsentation“), kurz zweilappiger, innseitiger Narbe ist unterständig im feinhaarigen Blütenbecher.
Es werden kleine, orange-braune oder rostfarbene, rundliche bis eiförmige, bis etwa 5 Zentimeter große und vielsamige, festledrige, dickschalige, feinwärzliche, schorfige Beeren (Panzerbeere, Scheinfrucht) mit beständigem Kelch an der Spitze gebildet. Die braunen, abgeflachten Samen sind bis 7 Millimeter lang.

## Verwendung
Die süßen Früchte sind essbar.